# Robert J. McEliece
Robert James McEliece (* 21. Mai 1942 in Washington, D.C.; † 8. Mai 2019 in Pasadena, Kalifornien) war ein US-amerikanischer Mathematiker und Elektroingenieur. Er war als Professor für Elektrotechnik am Caltech tätig. Er ist bekannt für Beiträge zur algebraischen Kodierungstheorie.

## Leben und Werk
McEliece studierte am Caltech mit dem Bachelor-Abschluss 1964 und der Promotion in Mathematik bei Marshall Hall 1967 (Linear recurring sequences over finite fields). Er studierte 1964/65 auch ein Jahr lang am Trinity College der University of Cambridge. McEliece war ab 1963 Ingenieur am Jet Propulsion Laboratory, von 1970 bis 1978 Supervisor der Informationsverarbeitungs-Gruppe und ab 1978 Berater. In dieser Zeit war er von 1972 bis 1976 Gastprofessor am Caltech. Er war 1978 bis 1982 Professor für Mathematik an der University of Illinois at Urbana-Champaign, bevor er 1982 Professor am Caltech wurde, wo er Robert E. Puckett Professor war.
Er entwickelte fehlerkorrigierende Codes basierend auf Faltungscodes (Convolution Codes), die z. B. in der Galileo-Sonde benutzt wurden. Auch an den fehlerkorrigierenden Codes des Voyager-Programms war er beteiligt. 
Als es bei der Galileo-Mission Probleme mit der Datenübertragung gab, die die Übertragung von Fotos vom Jupiter gefährdeten, war er in dem Team am Jet Propulsion Laboratory, das den Decoder an Bord erfolgreich neu programmierte. Er entwickelte auch RLL-Codierungen für Festplattenlaufwerke und Flash-Speicher bei Sony.
1978 entwickelte er mit Elwyn Berlekamp ein nach ihm benanntes Public-Key-Kryptosystem (McEliece-Kryptosystem) basierend auf linearen Codes (er verwendete Goppa-Codes). Eine entsprechende digitale Signatur ist die McEliece-Niederreiter-Signatur (zusätzlich nach Harald Niederreiter). Das McEliece-Kryptosystem setzte aufgrund sehr großer Schlüssel-Längen (im Bereich einiger Megabyte) sich nicht gegen die RSA-Verschlüsselung durch; da es anders als diese jedoch – nach aktuellem Forschungsstand – auch Entschlüsselungsversuchen mit einem Quantencomputer widersteht, ist es in jüngster Zeit wieder in den Fokus gerückt (Post-Quanten-Kryptographie).
McEliece ist für wichtige Resultate der mathematischen Kodierungstheorie bekannt, darunter für die Solomon-McEliece-Formel (mit Gustave Solomon), die MRRW-Schranken (McEliece, R. Rodemick, Howard Rumsey, Lloyd R. Welch),
für binäre Codes und den Satz von McEliece über Gewichtspolynome von Codes. Er schrieb auch ein Standardwerk zur Informations- und Kodierungstheorie.
McEliece veröffentlichte im Jahr 1971 mit Paul Erdős und hat damit Erdős-Zahl 1. 2004 erhielt er den Claude E. Shannon Award, 2000 den IEEE Third Millennium Award und 2009 die IEEE Alexander Graham Bell Medal. Er ist Life Fellow des IEEE, dessen Fellow er 1984 wurde. 1984 war er Präsident der IEEE Information Theory Group. 1998 wurde er Mitglied der National Academy of Engineering. Er ist Fellow der American Mathematical Society. Für fehlerkorrigierende Codes bei NASA-Raummissionen erhielt er zweimal den Group Achievement Award der NASA (1981 und 1992), einmal (1981) für seine Beiträge zur Voyager-Mission.

## Schriften
- The theory of information and coding: A mathematical framework for communication. Addison-Wesley, 1977.